# دم مجفف
مسحوق الدم (بالإنجليزية: Blood meal) هو مسحوق جاف وخامل يُصنع من الدم، ويُستخدم كسماد عضوي غني بالنيتروجين وكعلف عالي البروتين للحيوانات. يحتوي هذا المسحوق عادةً على نحو 12% نيتروجين من حيث الوزن، إلى جانب كميات ضئيلة (≤1%) من الفوسفور والبوتاسيوم. ويُعد من أغنى المصادر غير الاصطناعية للنيتروجين. وغالبًا ما يُستخرج من دم الأبقار أو الخنازير بوصفه منتجًا ثانويًا من المسالخ.

## الاستخدامات

### مكمل غذائي
يمكن استخدام مسحوق الدم كمكمل غذائي للماشية، ويُضاف أساسًا لتوفير الليسين الغذائي للأبقار والأسماك والدواجن. وقبل الاستخدام، يُخلط أحيانًا مع دبس السكر.

### الأسمدة العضوية
يُسمح باستخدام مسحوق الدم، ومسحوق العظام، ومنتجات الحيوانات الثانوية الأخرى في الزراعة العضوية المعتمدة كمواد محسّنة للتربة، لكن لا يجوز تقديمها كعلف للماشية العضوية. ويختلف مسحوق الدم عن مسحوق العظام في أن الأول يحتوي على نسبة أعلى من النيتروجين، في حين يحتوي الثاني على الفوسفور. من البدائل المتاحة لمسحوق الدم: مسحوق الريش ومسحوق البرسيم. كما يُستخدم مسحوق الدم أحيانًا كمحفّز لعملية التسميد العضوي (الكُمبوست).

### مكافحة الآفات
يمكن نثر مسحوق الدم في الحدائق لردع بعض الحيوانات المزعجة مثل الأرانب. وتقوم النظرية على أن هذه الحيوانات تشمّ رائحة الدم وتنفر منها.

## التصنيفات
يُعد مسحوق الدم مُركزًا بروتينيًا حسب تصنيفات الأعلاف. لذا يُصنّف ضمن الأعلاف التي تُنتج البروتين وفق تصنيفات المواد العلفية.

## المعالجة
يجب تجفيف الدم قبل استخدامه في صورة مسحوق. وتتوفر عدة طرق للتجفيف، منها: التجفيف الشمسي، والتجفيف بالفرن، والتجفيف بالأسطوانة، والتجفيف الفوري، والتجفيف بالرش.